# Shannon Welcome
Shannon Welcome (n. Roatán, Islas de la Bahía, Honduras; 22 de noviembre de 1988) es un futbolista hondureño. Juega de delantero y actualmente se encuentra sin club. Es primo del también futbolista Georgie Welcome.

## Clubes
| Club          | País      | Año         | Goles |
| ------------- | --------- | ----------- | ----- |
| Motagua       | Honduras  | 2008 - 2010 | 10    |
| Heredia       | Guatemala | 2011        | 4     |
| Necaxa        | Honduras  | 2011 - 2012 | 6     |
| Vida          | Honduras  | 2012 - 2013 | 9     |
| Acharnaikos   | Grecia    | 2013 - 2014 | 3     |
| Chania        | Grecia    | 2014        | 0     |
| Aiginiakos    | Grecia    | 2015 - 2016 | 7     |
| Juticalpa     | Honduras  | 2017        | 1     |
| Real Sociedad | Honduras  | 2017 - 2018 | 3     |
| Aiginiakos    | Grecia    | 2018 - 2019 | 0     |
| Social Sol    | Honduras  | 2019        | 1     |